# Du ku' være med
Du ku' være med er en dansk dokumentarfilm, der er instrueret af Flemming Arnholm.

## Handling
En film om det politiske ungdomsarbejde.